# (4513) Louvre
(4513) Louvre est un astéroïde de la ceinture principale.

## Désignation et nom
« Named in honor of the stately architectural ensemble in Paris, the former residence of French kings, now one of the most famous museums and largest collections of works of art in the world. Name suggested by M. B. Piotrovsky. »
—  Minor Planet Circular 29143

        
« Nommé en l'honneur du majestueux ensemble architectural de Paris, ancienne résidence des rois de France, aujourd'hui un des musées les plus célèbres et une des plus grandes collections d'œuvres d'art au monde. Nom suggéré par M. B. Piotrovsky. »

## Description
(4513) Louvre est un astéroïde de la ceinture principale. Il fut découvert par Tamara Smirnova le 30 août 1971 à Nauchnyj. Il présente une orbite caractérisée par un demi-grand axe de 3,024 UA, une excentricité de 0,076 et une inclinaison de 9,92° par rapport à l'écliptique.

## Compléments